# Vrokastro

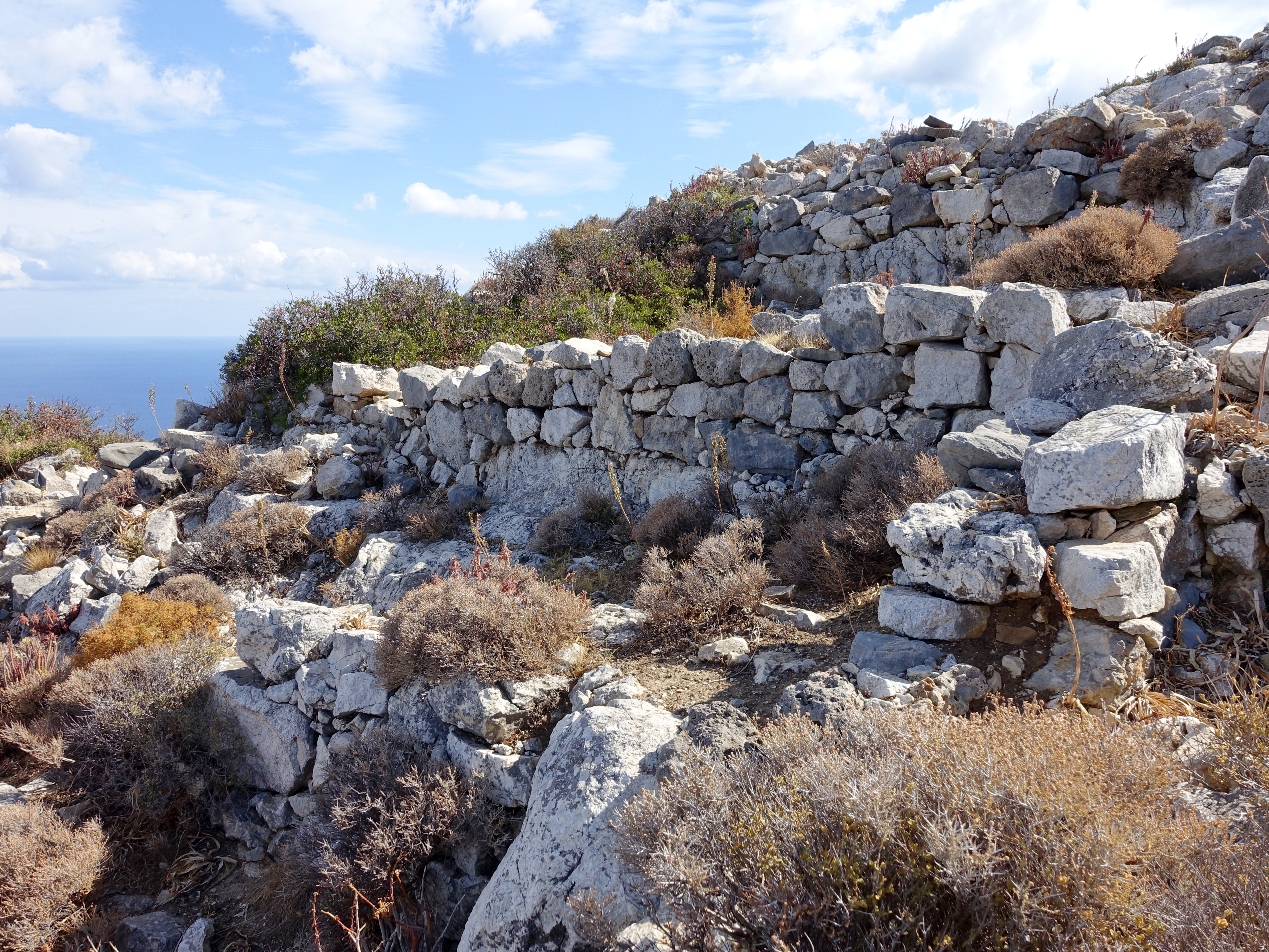
Ausgrabungsstätte von Vrokastro

Vrokastro (griechisch Βρόκαστρο) ist eine archäologische Ausgrabungsstätte im Nordosten der griechischen Insel Kreta. Sie befindet sich in der Gemeinde Agios Nikolaos des Regionalbezirks Lasithi etwa 1,9 Kilometer östlich von Kalo Chorio nahe der Bucht von Mirabello. Die auf einer Höhe von etwa 270 bis 313 Metern freigelegten Siedlungsreste oberhalb des Ortes Istro (Ίστρο) stammen aus spätminoischer und geometrischer Zeit von etwa 1200/1150 bis 700 v. Chr.

## Lage und Geschichte

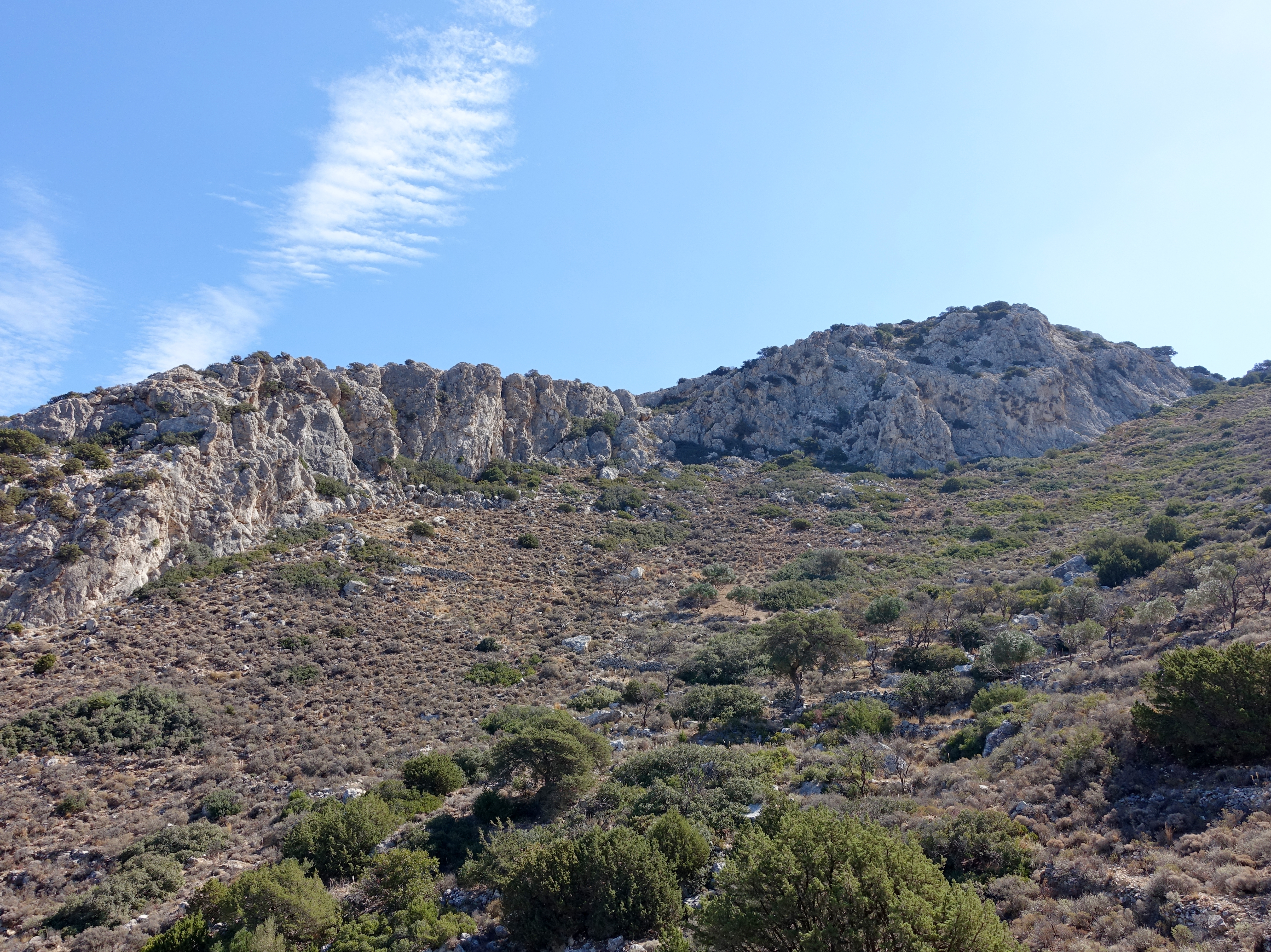
Lage von Vrokastro auf einer Erhebung vor der Nordküste Kretas

Vrokastro ist eine verkürzte Form von Evraiokastro (Ἑβραιόκαστρο ‚Hebräerfestung‘). Die Ausgrabungsstätte liegt auf einer Erhebung ungefähr 500 Meter Luftlinie südlich einer kleinen Bucht an der Nordküste Kretas, an der sich der Strand Paralia Voulisma (Παραλία Βούλισμα) zwischen den Halbinseln Agios Pandeleimon (Άγιος Παντελεήμων) im Westen und Elias to Nisi (Ηλίας το νησί) im Osten befindet. Sie teilt sich in zwei Ausgrabungsabschnitte, die als Ober- und Unterstadt bezeichnet werden. Der Höhenunterschied der Unterstadt beträgt ungefähr 20 Meter, von ca. 270 bis 290 Metern Höhe, der der 55 Meter südlicher gelegenen Oberstadt 13 Meter, von 300 Metern Höhe bis zur Spitze der Erhebung auf 313,1 Meter.

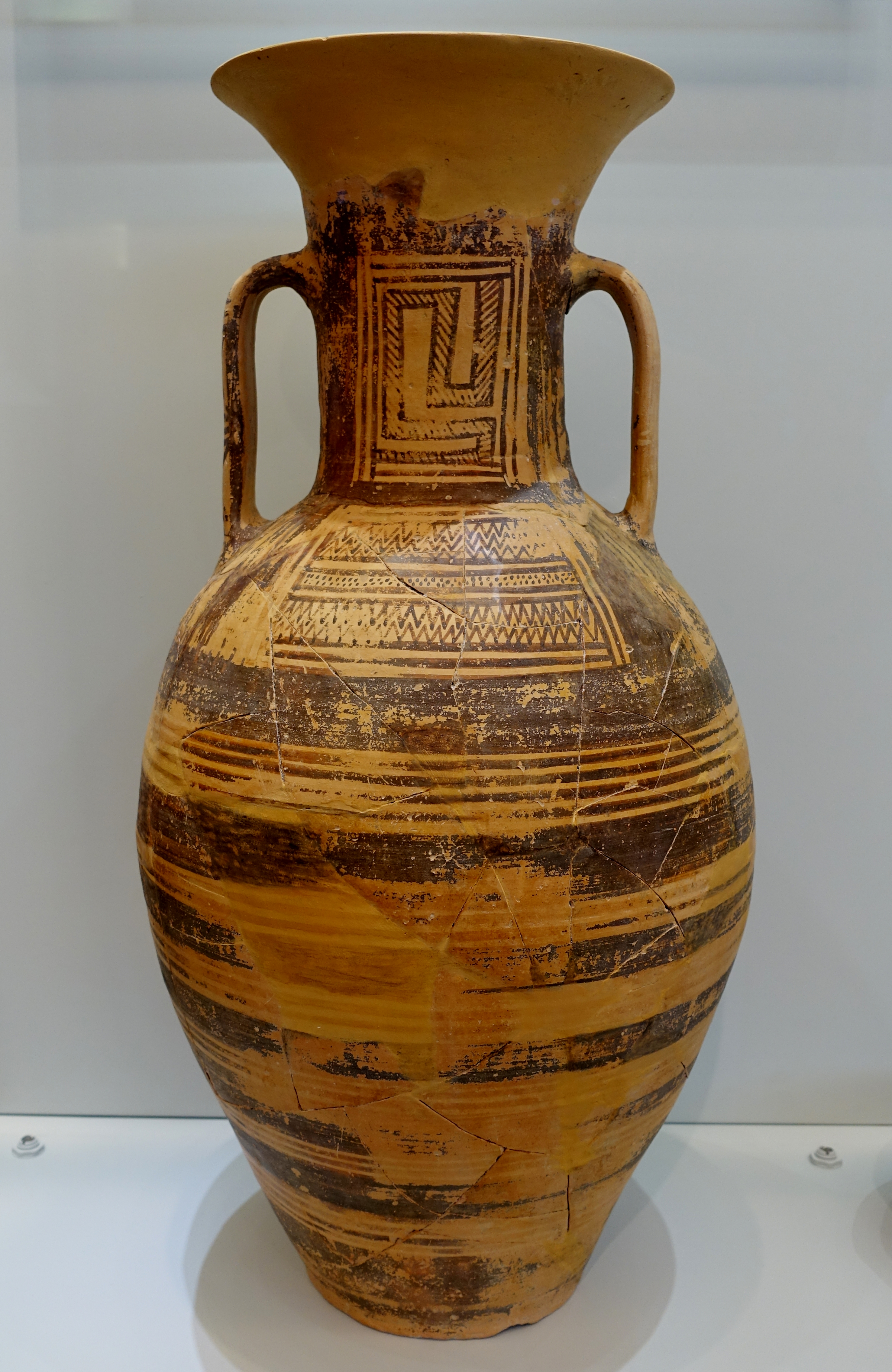
Amphore aus Vrokastro mit geometrischer Dekoration

Obwohl Funde in und um Vrokastro auf eine frühere Besiedlung hinweisen, bestand die bei den Ausgrabungen vorgefundene Siedlung von der spätminoischen Phase SM III C, dem Übergang von der Bronze- zur Eisenzeit, bis zum Ende der geometrischen Zeit der sogenannten dunklen Jahrhunderte. Bereits 1903 wurde die Fundstätte von Richard Berry Seager und Harriet Boyd-Hawes begangen. Erste Ausgrabungen fanden 1910 und 1912 unter der Leitung von Edith Hayward Hall statt. Teile der Siedlung, die 1912 freigelegt wurden, fanden dabei keinen Eingang in den publizierten Grabungsbericht. In den 1980er Jahren wurde ein Survey der Umgebung durchgeführt und Barbara J. Hayden veröffentlichte einen neuen Plan der ausgegrabenen Grundmauern der Siedlungsgebäude.
Die 15.000 bis 18.000 m² der ausgegrabenen Siedlung stellen die Größe der Ansiedlung in ihrer späten Phase in geometrischer Zeit dar. Vom Beginn der Siedlungstätigkeit in der spätminoischen Zeit SM III C stammt fast ausschließlich Material, das in Auffüllungen und Gruben gefunden wurde. Ein Fußbodenniveau dieser Zeit konnte nicht gesichert werden. Man nimmt an, dass die frühe Ortschaft wesentlich kleiner war, so wird sie von Krzysztof Nowicki auf etwa 7000 m² geschätzt. In der Unterstadt wurden aus der Spätphase mit 63 etwa doppelt so viele Räume freigelegt, wie in der Oberstadt mit 31 Räumen. Neben Einraumbauten fand man auch Mehrraumstrukturen in rechteckiger Form. Das mit 6,5 × 12 Meter größte Gebäude, aufgrund der hier gefundenen Figurinen vermutlich ein reiner Kultbau, stand in der Oberstadt.
Die beiden Siedlungsteile waren in agglutinierender Bauweise errichtet. Neben den aneinandergefügten Gebäuden sind auch einige kleine Wege und Höfe erkennbar. Im Norden der Unterstadt wurden stellenweise Reste einer 1 bis 1,5 Meter dicken Mauer entdeckt. Barbara J. Hayden hält sie für multifunktional, nicht nur der Befestigung der Siedlung dienend. Durch die strategisch günstige Position diente Vrokastro wohl als Zuflucht wie auch, gemeinsam mit Elias to Nisi im Nordosten und Agios Phanourios im Osten, als Siedlungszentrum zwischen Agios Nikolaos und dem Isthmus von Ierapetra in geometrischer Zeit. In der direkten Umgebung von Vrokastro wurden einige Gräber entdeckt, die der Siedlung jedoch nicht eindeutig zugeordnet werden konnten.

Ausgrabungsstätte
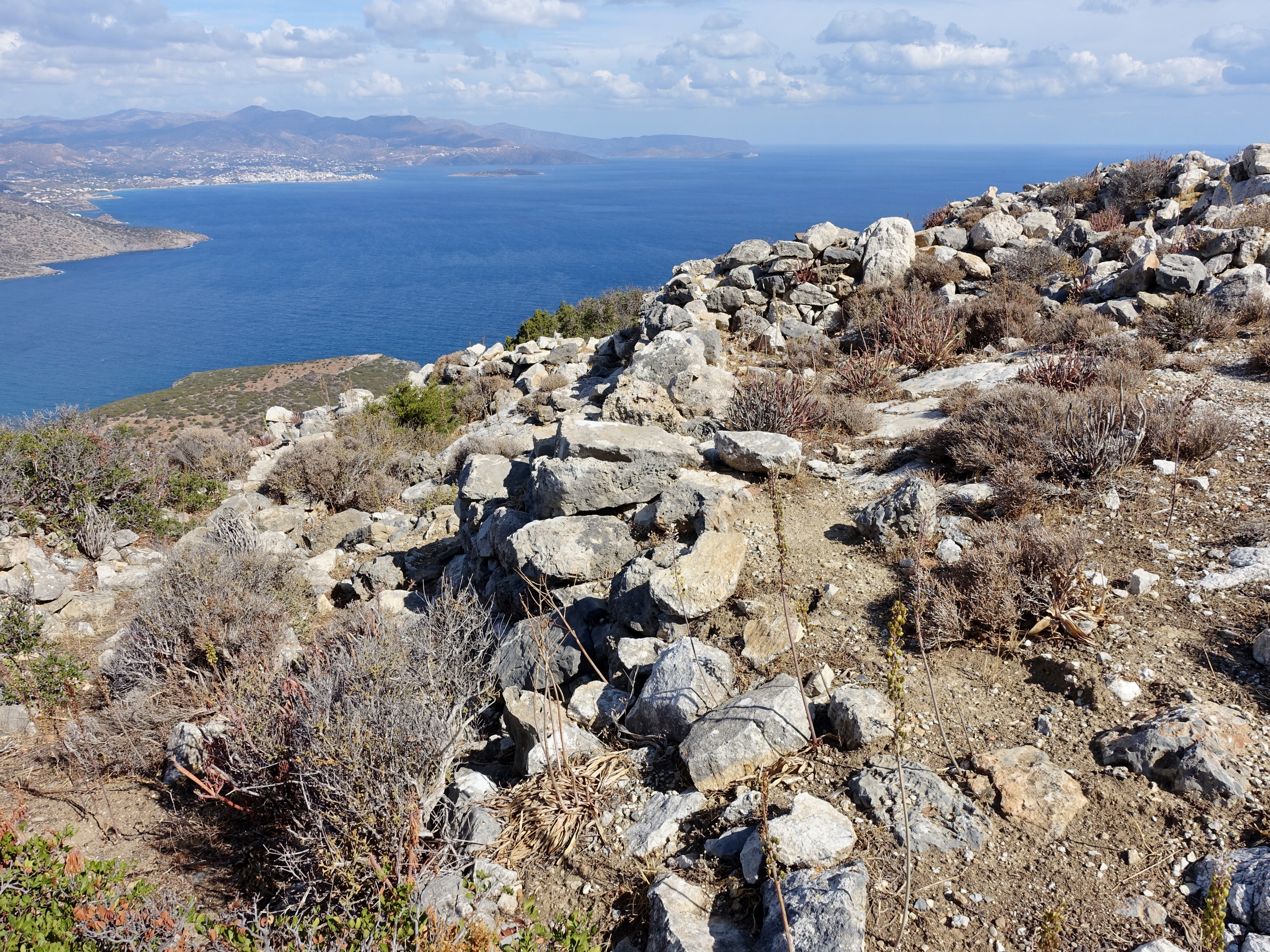
Raum 21 der Oberstadt
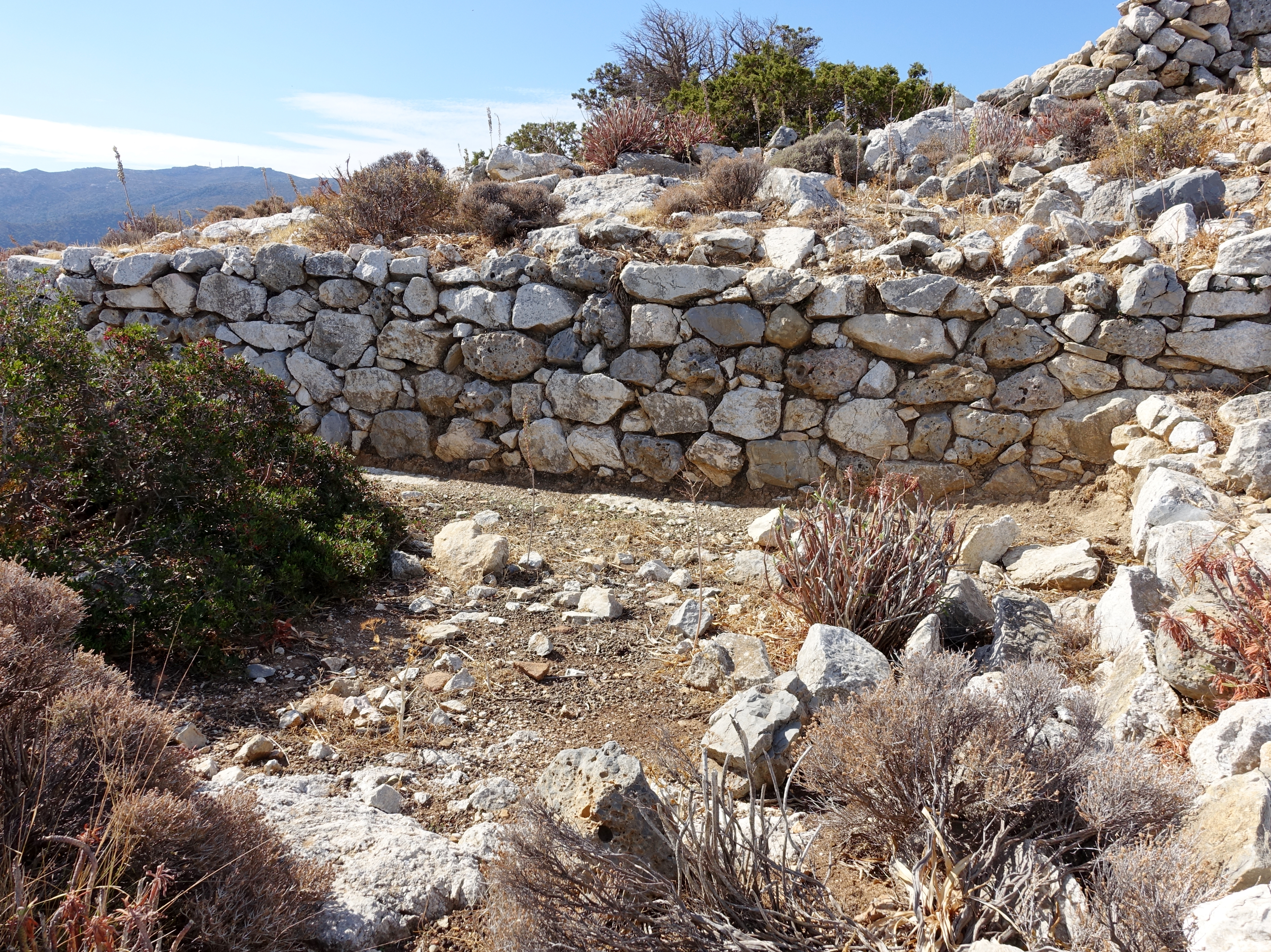
Raum 34 der Oberstadt
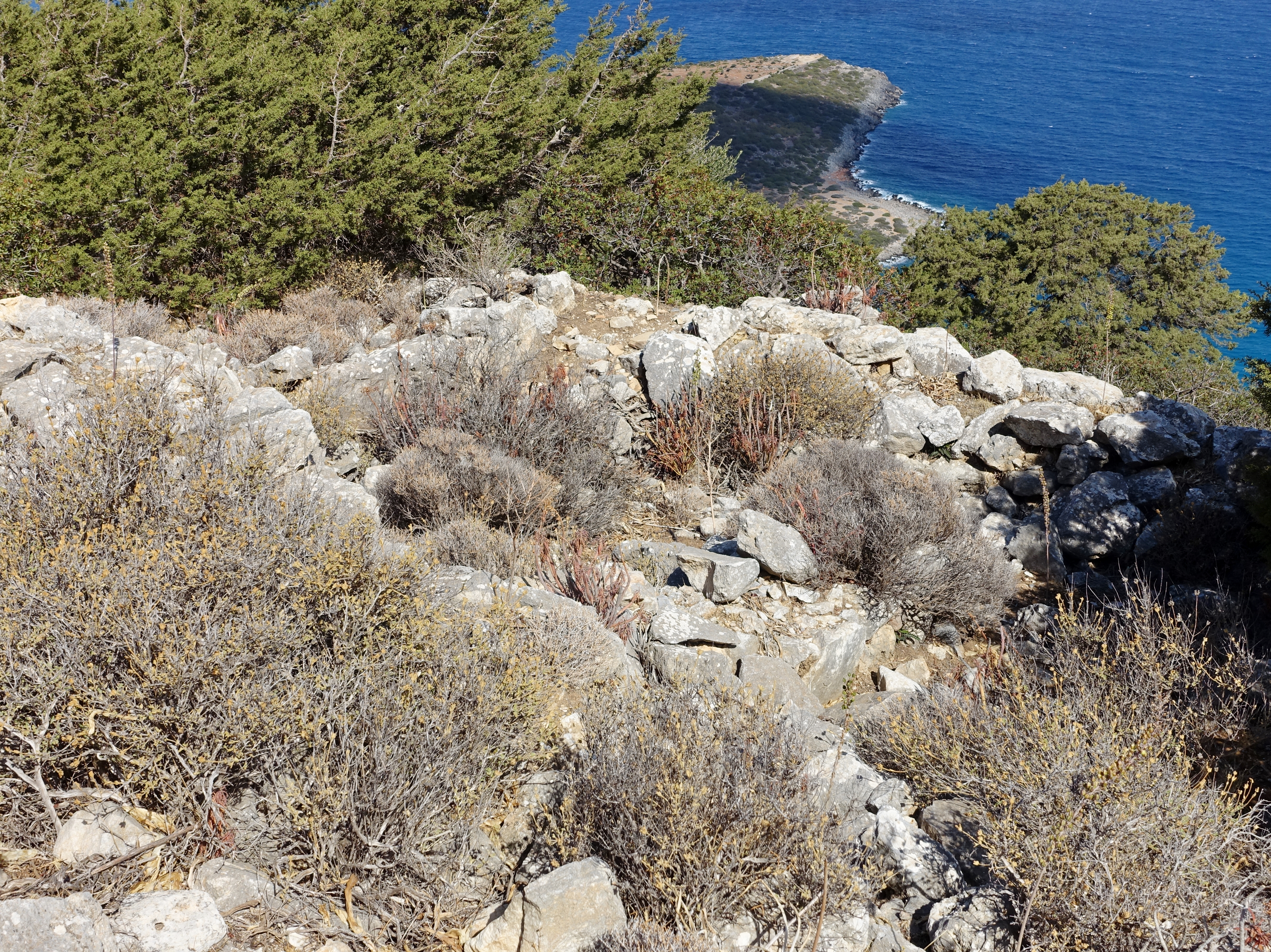
Raum 4 der Unterstadt
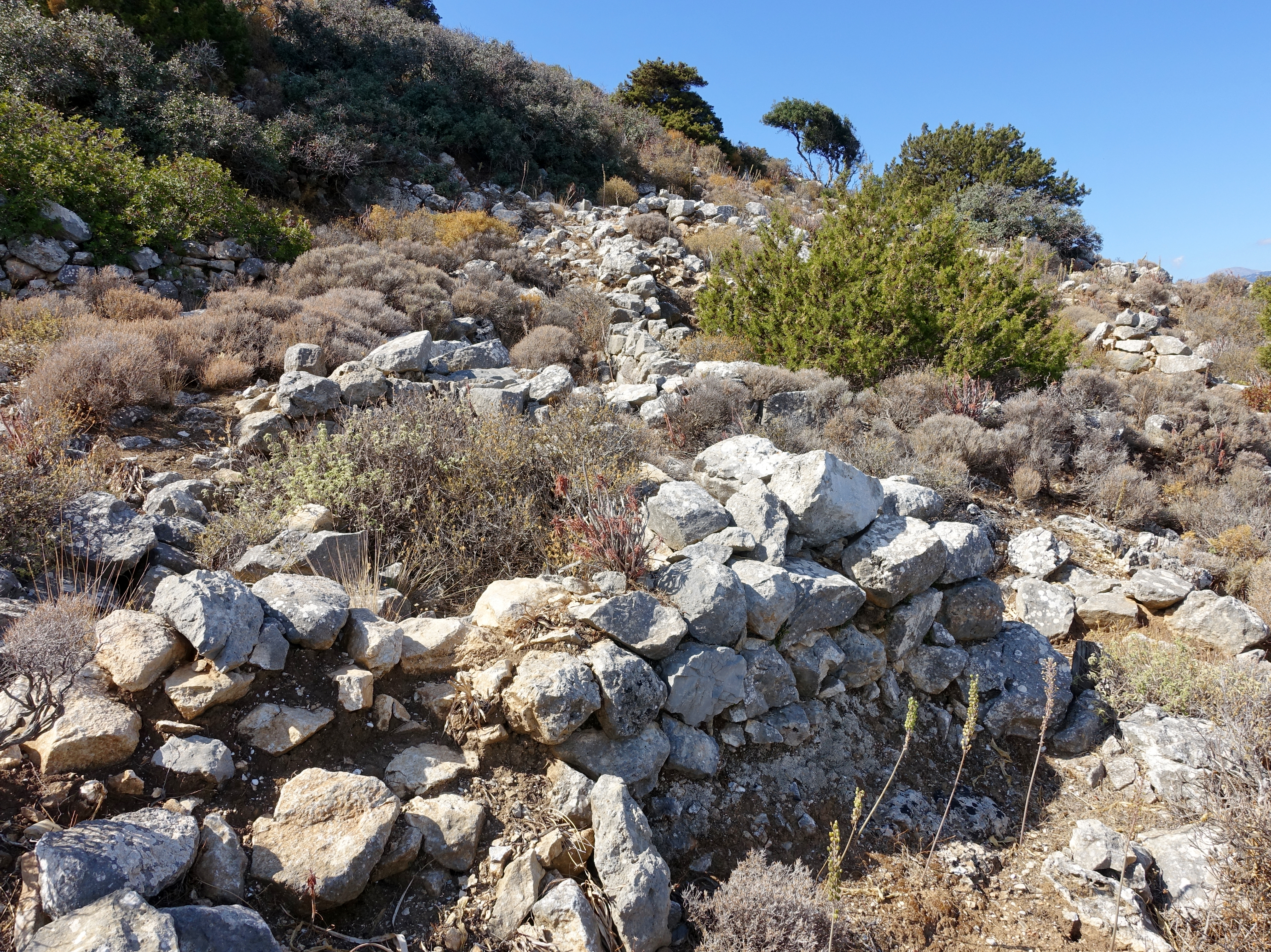
Östliche Unterstadt